# یلنا نیکولایوا
یلنا نیکولایوا (روسی: Елена Николаевна Николаева؛ زادهٔ ۱ فوریهٔ ۱۹۶۶) دونده پیاده‌روی سرعت اهل روسیه بود.
از افتخارات وی میتوان به کسب مدال طلا پیاده‌روی سرعت در بازی‌های المپیک تابستانی ۱۹۹۶ اشاره کرد.